# Affezione
Il termine affezione (dal latino affectio, sinonimo di affectus) nel linguaggio comune è usato nel significato di "affetto", inteso come un sentimento di benevolenza verso il prossimo, di intensità minore della passione.
In filosofia il lemma indica tutto ciò che agisce sull'animo determinandone una modificazione: l'affezione è ogni «fenomeno passivo della coscienza», ossia la condizione in cui si trova chiunque subisca un'azione o una modificazione.

## Aristotele
In Aristotele, in senso generico, l'affezione è ciò che si contrappone all' ἔργον (ergon), (azione): il πάϑος (pathos), il "patire", una delle dieci categorie che si possono predicare dell'essere. I sensi producono affezioni con i dati sensibili, che provengono dagli oggetti esterni, sull'anima, che come una tabula rasa ne viene impressa, dando luogo così all'inizio del processo conoscitivo.
L'affezione può anche riguardare un cambiamento di stato, cioè «una modificazione o carattere sopravvenienti a una sostanza, come l'essere musico o l'essere bianco per l'uomo»
In senso più ampio, sempre in Aristotele, poiché dagli oggetti esterni provengono quegli elementi che provocano nell'anima modifiche non solo sensibili ma anche sentimentali come il piacere, il dolore, il desiderio...ecc., le affezioni coincidono con le "passioni" della sfera etica Quest'ultimo significato si ritrova anche in Cicerone, che adotta affectiones come sinonimo di perturbatio animi o concitatio animi. Anche Agostino d'Ippona usa i termini perturbationes, affectus, affectiones come sinonimi di passiones.

## La funzione delle affezioni
Nella storia del pensiero la funzione delle affezioni viene considerata in tre diversi modi:
- con Platone e il platonismo, poiché il comportamento buono si basa sulla conoscenza del vero, le affezioni sono dannose perché influiscono negativamente sia sulla conoscenza che sul comportamento morale.

Su questa stessa linea di giudizio sono Cartesio, Spinoza, Leibniz, e soprattutto Hegel, che fanno rientrare le affezioni — sia per la conoscenza che per la moralità — nell'ambito della false o confuse idee.
- Nella filosofia aristotelica e in quella epicurea le affezioni sono valide nell'ambito conoscitivo, poiché i dati sensibili ricevuti passivamente dal soggetto sono sempre veri, mentre falsi sono i nostri giudizi anticipatori (prolessi) delle sensazioni vere e proprie. Le affezioni sono valutate positivamente anche dal punto di vista morale, poiché non esiste uomo senza passioni, quindi il problema non è quello di eliminarle ma di moderarle (μετριοπάϑεια).
- Con lo stoicismo le affezioni sono ineliminabili dal punto di vista del processo conoscitivo, mentre vanno messe da parte nei comportamenti morali, che non devono essere compromessi dalle passioni. Il saggio è colui che raggiunge l'apatia, l'indifferenza alle passioni.

## Kant
Secondo Kant, per le nostre intuizioni è indispensabile che il nostro animo sia "afflitto" (affiziert, "affettato") dalle affezioni. Quella della ragione sarebbe una falsa conoscenza senza le affezioni sensibili Se invece noi intendiamo le affezioni come passioni allora il loro ruolo è puramente negativo: esse sono, non diversamente da quanto aveva inteso Cartesio, «cancri della ragion pura pratica, per lo più inguaribili».
Il concetto di affezione tuttavia fa nascere nella dottrina kantiana un problema relativo alla dicotomia fra fenomeno e cosa in sé. Se l'affezione è tale nel senso per cui i sensi del soggetto vengono modificati dall'oggetto, poiché spazio e tempo sono parte della nostra intuizione sensibile come "a priori", indipendenti dall'esperienza, e il noumeno è per definizione inaccessibile ai sensi, dove mai l'affezione fisicamente modificherà la nostra sensibilità? Kant per uscire dalla difficoltà parla allora di affezione come il risultato di un rapporto causale, intellettivo e non intuitivo sensibile, tra l'oggetto e il soggetto percipiente. Le categorie senza intuizione sono vuote, ma l'intuizione empirica senza le categorie non porta ad alcuna conoscenza.